# باشگاه فوتبال براکلی تاون
باشگاه فوتبال براکلی تاون (به انگلیسی: Brackley Town Football Club) یک باشگاه فوتبال در شهر براکلی، کشور انگلستان است که در سال ۱۸۹۰ میلادی تأسیس شده‌است.